# Ivanivka, Peremîșleanî
Ivanivka (în ucraineană Іванівка) este o comună în raionul Peremîșleanî, regiunea Liov, Ucraina, formată numai din satul de reședință.

## Demografie
Componența lingvistică a comunei Ivanivka
     Ucraineană (99,63%)
     Alte limbi (0,37%)
Conform recensământului din 2001, majoritatea populației comunei Ivanivka era vorbitoare de ucraineană (99,63%), existând în minoritate și vorbitori de alte limbi.